# Masacrul de la Aiud

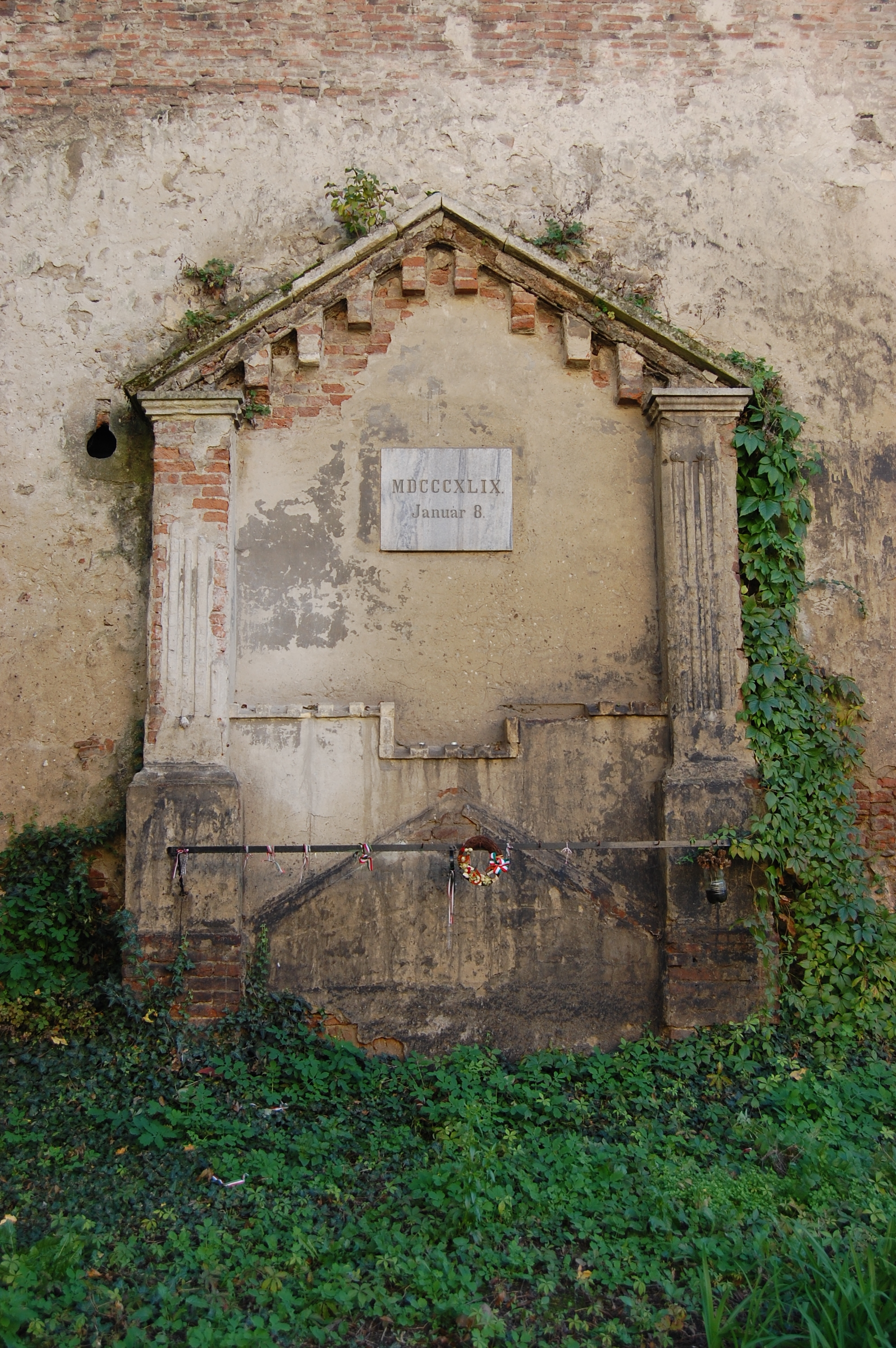
Monumentul în memoria victimelor

Masacrul de la Aiud a avut loc între 8-11 ianuarie 1849, când trupe românești au invadat și au jefuit orașul Aiud (Nagyenyed). Au fost uciși între 600 și 1000 de civili unguri și aproximativ același număr au murit înghețați când au încercat să fugă din oraș. A fost distrusă cea mai mare parte a orașului, inclusiv clădirile, biblioteca și echipamentul Colegiului Reformat.
În septembrie 1848, austriecii, care doreau să înăbușe Revoluția Maghiară, le-au dat românilor din Transilvania permisiunea de a se înarma pentru a-i forța pe unguri să intre într-un război pe mai multe fronturi. Insurgenții români au distrus mai multe așezări, dar Aiudul a fost protejat de garnizoane și a fost evitat de lupte, și chiar moșierii din satele din apropiere s-au refugiat aici. La începutul lunii ianuarie 1849, Aiudul a rămas fără protecție militară, iar după unele surse Anton von Puchner a ordonat distrugerea orașului pentru a împiedica armata maghiară să-l folosească ca bază pentru asediul Alba Iuliei, încredințând executarea ordinului prefectului Ioan Axente Sever.
Pe 26 decembrie/8 ianuarie aproape 10.000 de insurgenți români din tabăra lui Axente Sever au invadat orașul, provocând crime și distrugeri. Acestora li s-au alăturat mai târziu și taberele prefecților Simion Prodan și Ioan Buteanu și prădători din satele din împrejurimi; se estimează că numărul insurgenților din oraș a fost între 18-20.000. De remarcat însă că Axente, Prodan și Buteanu nu au participat la masacru; mai mult, Prodan s-a opus categoric atacului și a încercat să-l prevină (trupele lui au fost conduse de preotul Bârlea).
Locuitorii unguri au fost uciși cu cruzime, mulți după ore de tortură; orașul a fost incendiat, clădirile distruse, bisericile profanate; colegiul reformat a fost jefuit, biblioteca, muzeul și arhivele au fost devastate, iar obiectele de valoare au fost furate. Evenimentele au durat până la 29 decembrie/11 ianuarie, când majoritatea trupelor s-a retras. O parte dintre locuitori a fugit prin păduri spre așezările din apropiere, în timp ce supraviețuitorii rămași în oraș au fost salvați de unități ungurești și imperiale între 11 și 16 ianuarie.
Majoritatea morților au fost aruncați în varnița de lângă cetate, unde se află un monument ridicat în 1904 în memoria victimelor. Axente Sever a fost găsit nevinovat de austrieci și decorat de mai multe ori. Aiudul și-a revenit din dezastru abia în anii 1890.